# Giuseppe Zola (peintre)
Pour les articles homonymes, voir Zola (homonymie).
Giuseppe Zola (Brescia, 5 mars 1672 - 9 mars 1743) est un peintre italien baroque du Settecento ferrarese, actif à la fin du XVIIe et au début du XVIIIe siècle.

## Biographie
Giuseppe Zola fait son apprentissage auprès de son père Antonio, orfèvre, puis suit les enseignements de la peinture auprès de Giuseppe Tortelli (Chiari, 1662 - ?), artiste autodidacte mineur qui séjourna à Rome et à Naples, et s'installa ensuite à Venise.
Ses sujets de prédilections furent les paysages.
Sa sœur Margherita Zola (? - 1762) fut aussi peintre.

## Œuvres
- Paysage avec ermite, Pinacoteca Nazionale, Ferrare
- Scena portuale con rovine, Paesaggio con l'andata a Emmaus, ll Paesaggio con donna a cavallo e un viandante, ...  Collezione Cassa di Risparmio, Ferrare

## Sources
- Exposition L'Arte del Settecento emiliano, réalisée à Bologne en 1979
- La visione limpida e atemporale del paesaggio in Giuseppe Zola, protagonista in campo figurativo del Settecento ferrarese.